# HMS Pembroke (1694)
El HMS Pembroke fue un navío de línea, armado con 60 cañones nominales, perteneciente a la Royal Navy. El buque fue construido en el astillero de Limehouse, en Londres, teniendo a Edward Snelgrove como constructor. De acuerdo con los estándares británicos, quedó categorizado como navío de cuarta clase. Tras un breve paso por la Marina Real de Francia, prestó servicio desde 1713, con el nombre de Lanfranco, en la Armada Española.

## Historial
El Pembroke fue botado en Deptford el 22 de noviembre de 1694. Participó en la destrucción de la Flota de Indias de Velasco y la francesa de Chateaurenault en la ría de Vigo en octubre de 1702, bajo el mando del capitán Thomas Hardy.
En 1709, bajo el mando del capitán Edward Rumsey, es destacado junto a la fragata Falcon a la costa francesa, siendo capturados ambos buques por tres navíos de línea franceses y recapturado en 1711. La mayoría de las fuentes y listados británicos mencionan que fue echado a pique ese mismo año. Otras fuentes indican que acabó siendo vendido a España en Génova en 1713, que lo renombró como Lanfranco.
Participó en el cerco de Barcelona bajo el mando de Andrés del Pez y en la expedición a Génova de 1714 para recoger a la que sería reina de España, Isabel de Farnesio. En 1715 participó en la expedición a Mallorca.
Bajo el mando del capitán de navío Blas de Lezo, realizó un viaje a Indias con la misión de recoger los caudales recuperados de los galeones de Ubilla y Echevers, naufragados el año anterior en el canal de Bahama y transportarlos a Cádiz.
El 16 de diciembre de 1716, bajo el mando del capitán Francisco de Álvarez-Cuevas y Pelayo, partió desde Cádiz con rumbo al Pacífico para luchar contra el contrabando en aquellas aguas, no pudiendo cruzar el Cabo de Hornos por los daños sufridos por los temporales. En 1718 capturó dos fragatas francesas cerca de Montevideo. Al encontrarse en mal estado, la tripulación del Lanfranco embarcó en las fragatas capturadas. El buque se dejó abandonado en 1719 en Buenos Aires, debido a su pésimo estado de conservación.

## La campana del Pembroke
Desde la década de 1960, la campana del Pembroke sirvió como campana de la iglesia anglicana de St. Bride's en el pueblo de Otorohanga, Nueva Zelanda, a la que fue donada por una familia local. La campana, con un peso de 75 kg, fue robada el 13 de junio de 2011, siendo posteriormente localizada por un comercial de un desguace de metal y devuelta a su iglesia.